# Heterandrium rasplusi
Heterandrium rasplusi är en stekelart som beskrevs av Boucek 1993. Heterandrium rasplusi ingår i släktet Heterandrium och familjen fikonsteklar. Inga underarter finns listade i Catalogue of Life.